# فيتوريو بارينيلو
فيتوريو بارينيلو (بالإيطالية: Vittorio Jahyn Parrinello)‏ (مواليد 8 أغسطس 1983) هو ملاكم إيطالي، مثّل بلاده في الألعاب الأولمبية الصيفية في دورتي 2008 و2012.

## روابط خارجية
فيتوريو بارينيلو على موقع بوكس ريك (الإنجليزية) (registration required)
- فيتوريو بارينيلو على موقع أوليمبيديا (الإنجليزية)